# 메블뤼트 에르딘츠
메블뤼트 에르딘츠(Mevlüt Erdinç, 1987년 2월 25일, 생-클로드 ~)는 프랑스 태생의 튀르키예인 은퇴한 축구 선수이다. 공격수로 활약했다. 그는 튀르키예와 프랑스, 두 나라의 시민권을 지니고 있다. 프랑스 언론에서는 그의 성을 주로 에르딩 (Erding)으로 자주 표기한다. 2010년 1월, 그는 출생지인 생-클로드에서 명예 메달을 받았다.